# Soche
Le Soche est un stratovolcan d'Équateur.